# Zumbro Falls, Minnesota
Zumbro Falls là một thành phố thuộc quận Wabasha, tiểu bang Minnesota, Hoa Kỳ. Năm 2010, dân số của thành phố này là 207 người.

## Dân số
- Dân số năm 2000: 177 người.
- Dân số năm 2010: 207 người.